# The Client List - Clienti speciali
The Client List - Clienti speciali (The Client List) è una serie televisiva statunitense basata sull'omonimo film per la televisione del 2010 e trasmessa dalla rete via cavo Lifetime dall'8 aprile 2012 al 16 giugno 2013.

## Trama
Riley, madre di due bambini, dopo essere stata abbandonata dal marito inizia a lavorare presso un centro benessere. Qui, si rende presto conto che la stazione termale offre ai clienti molto più dei massaggi e degli altri tradizionali servizi. Tuttavia, a causa dei gravi problemi finanziari in cui si trova, accetta di prostituirsi e diventare socia della proprietaria del centro, coniugando la figura di madre single a quella di forte donna d'affari, disposta a tutto pur di provvedere alle necessità della sua famiglia.

## Episodi
| Stagione         | Episodi | Prima TV USA | Prima TV Italia |
| ---------------- | ------- | ------------ | --------------- |
| Prima stagione   | 10      | 2012         | 2012            |
| Seconda stagione | 15      | 2013         | 2013            |

## Personaggi e interpreti
- Riley Parks (stagione 1-2), interpretata da Jennifer Love Hewitt: madre single che, dopo essere stata abbandonata dal marito, inizia a lavorare in un centro benessere dove sarà disposta a tutto pur di mantenere la famiglia.
- Georgia Cummings (stagione 1-2), interpretata da Loretta Devine: è la proprietaria del centro benessere.
- Selena (stagione 1-2), interpretata da Alicia Lagano.
- Lacey (stagione 1-2), interpretata da Rebecca Field: è la migliore amica di Riley.
- Evan Parks (stagione 1-2), interpretato da Colin Egglesfield: è il cognato di Riley.
- Lynette (stagione 1-2), interpretata da Cybill Shepherd: è la madre di Riley.
- Kendra (stagione 1), interpretata da Naturi Naughton: è una massaggiatrice del centro benessere.
- Jolene (stagione 1), interpretata da Kathleen York: è una massaggiatrice del centro benessere.
- Nikki Shannon (stagione 2), interpretata da Laura-Leigh.

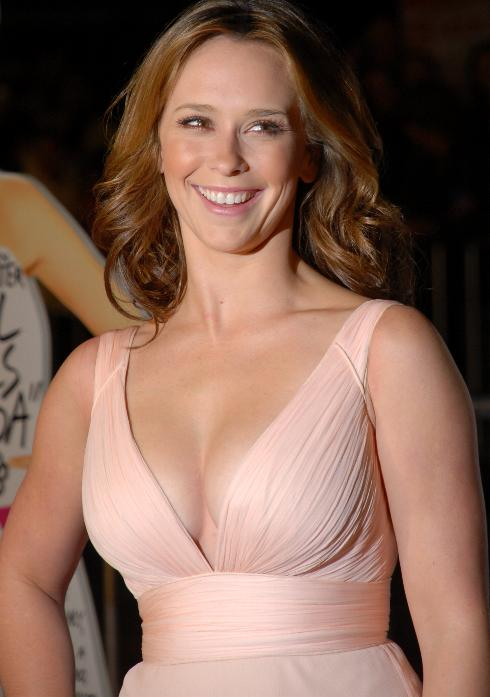
Jennifer Love Hewitt interpreta Riley Parks
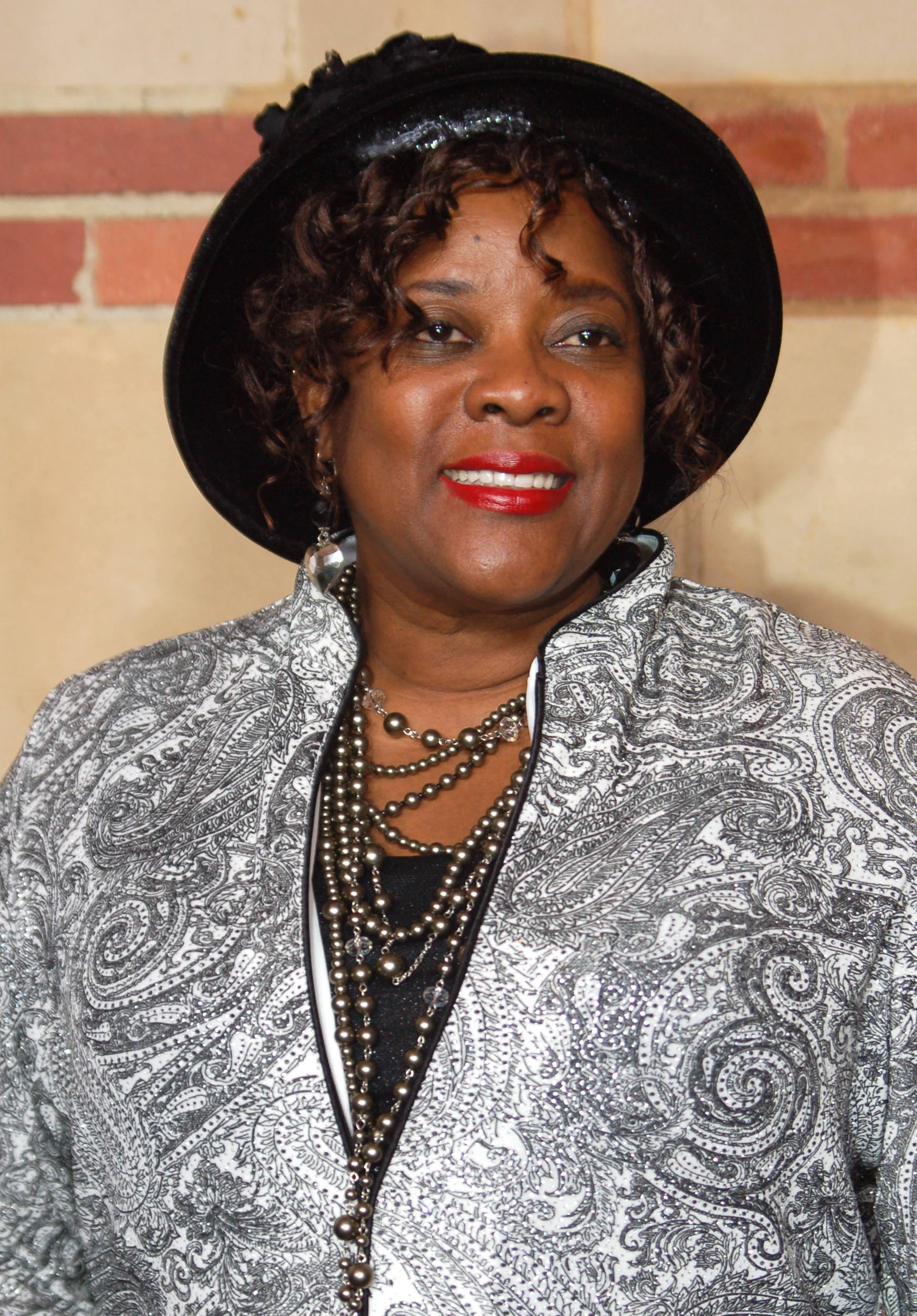
Loretta Devine interpreta Georgia Cummings
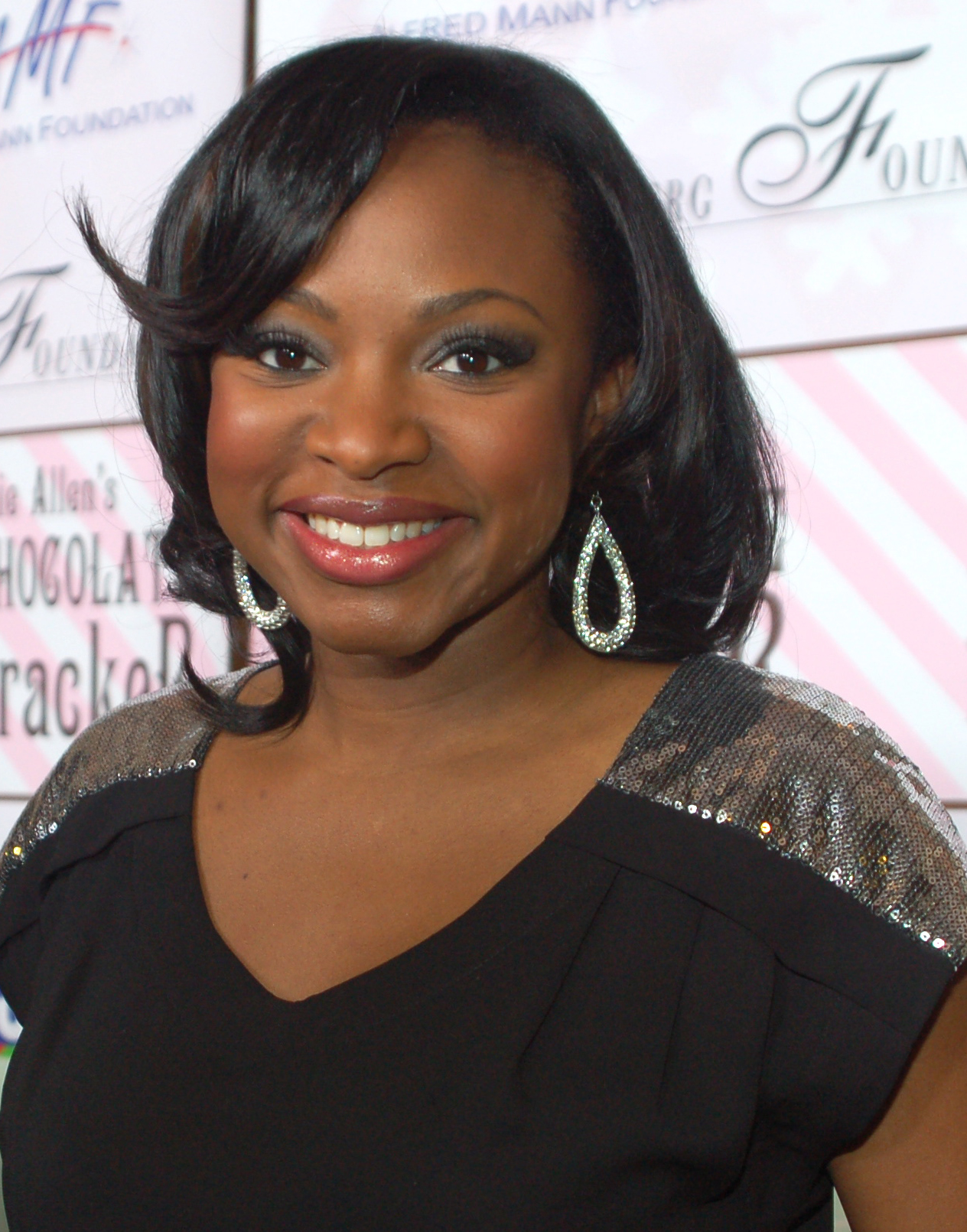
Naturi Naughton interpreta Kendra
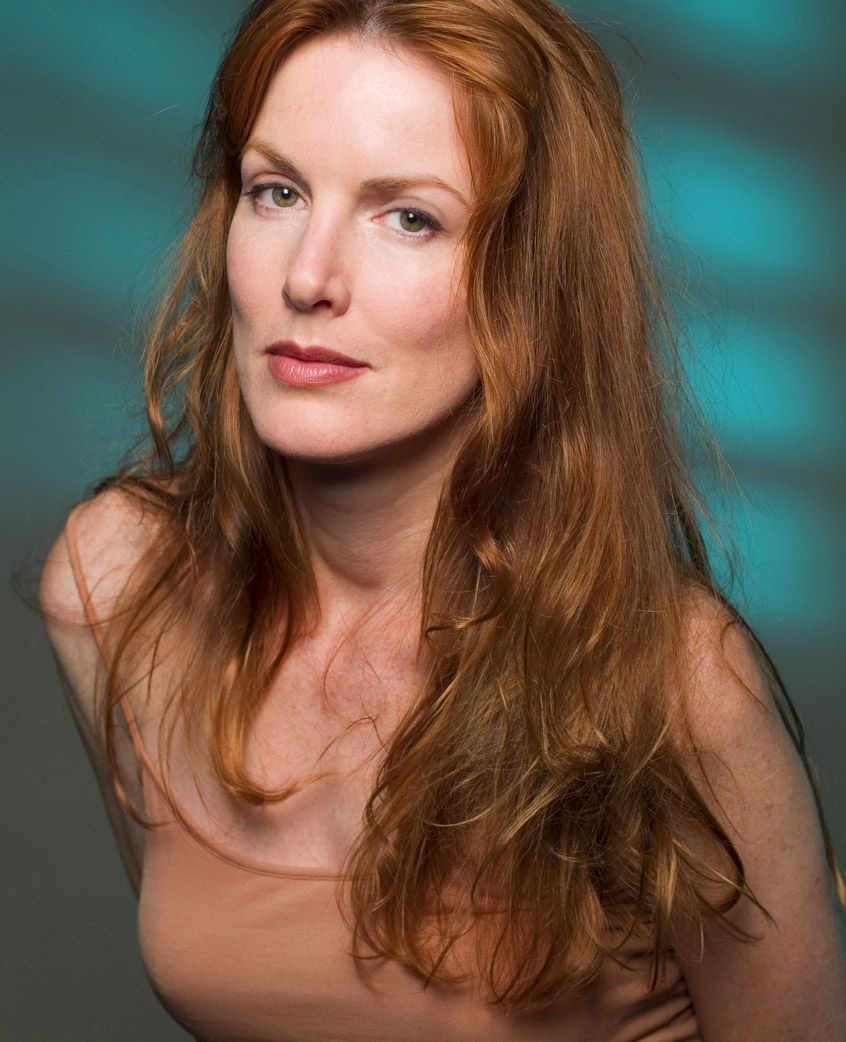
Kathleen York interpreta Jolene
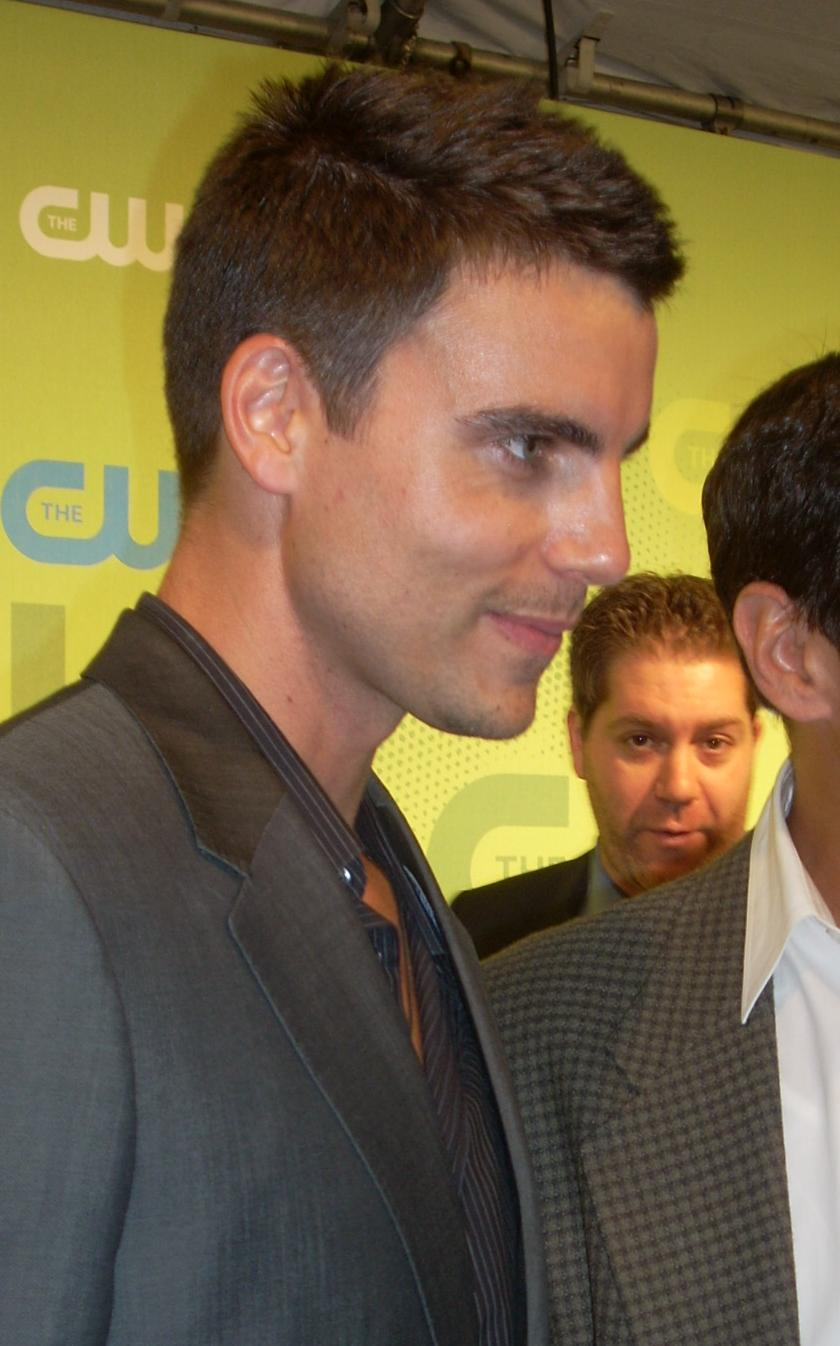
Colin Egglesfield interpreta Evan Parks
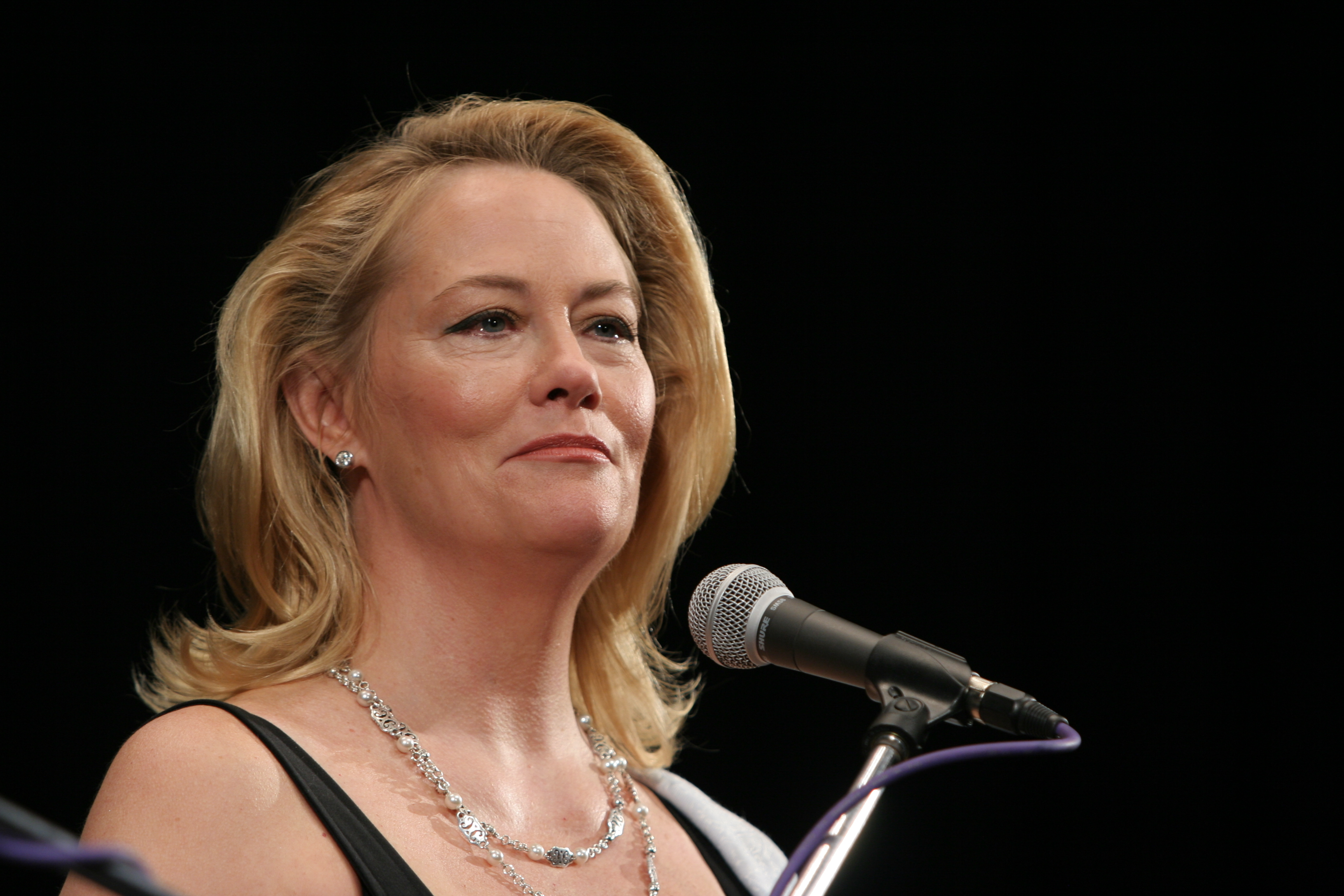
Cybill Shepherd interpreta Lynette

## Produzione

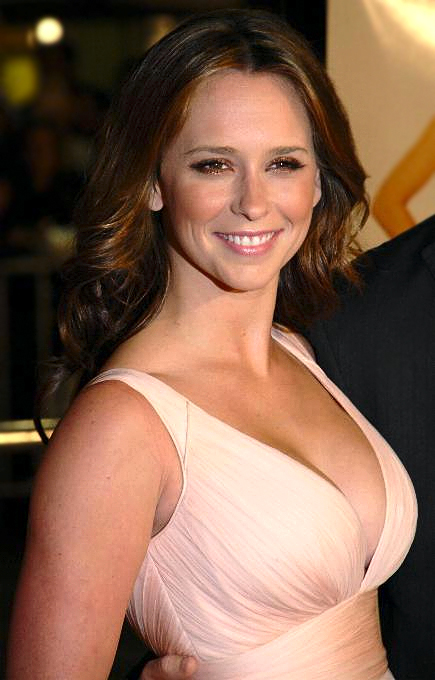
Jennifer Love Hewitt, protagonista e produttrice della serie televisiva

### Concezione
Nell'autunno 2010, fu annunciato che Jordan Budde aveva iniziato a sviluppare una serie televisiva per la rete Lifetime basata sul film TV La lista dei clienti (The Client List), trasmesso dallo stesso network pochi mesi prima. Il 10 agosto 2011 Lifetime approvò definitivamente il progetto, ordinando la produzione di una prima stagione di 10 episodi la cui messa in onda fu prevista per l'anno successivo.

### Casting
Jennifer Love Hewitt e Cybill Shepherd, la prima anche produttrice esecutiva, ripresero i ruoli già interpretati nel film e a cui sono ispirati i personaggi della serie: Jennifer Love Hewitt interpreta quindi la protagonista Riley, madre single disposta a tutto per mantenere la sua famiglia; mentre Cybill Shepherd interpreta Lynette, sua madre. Jennifer Love Hewitt si dichiarò entusiasta del progetto, spiegando come la serie riflette lo spirito del film. L'attrice texana in un'intervista, nella quale ironizzando sul potenziale successo della serie si disse fiduciosa per il fatto di indossare in molte scene soltanto della lingerie, rivelò di essersi preparata per le riprese con una severa dieta durante le festività natalizie del 2011.
Nel mese di dicembre 2011 Colin Egglesfield si unì al cast per interpretare il cognato di Riley, personaggio non presente nel film originario; Rebecca Field fu ingaggiata per il ruolo di Lacey, migliore amica di Riley sin dai tempi scolastici; mentre Naturi Naughton fu scelta per il ruolo di Kendra, una delle massaggiatrici del centro benessere. Nel successivo mese di gennaio vennero invece ingaggiate anche Kathleen York, per il ruolo di Jolene, altra lavoratrice presso il centro benessere; Loretta Devine per il ruolo della proprietaria del centro benessere; mentre Elisabeth Röhm si unì al cast ricorrente per interpretare Taylor, nemesi della protagonista Riley.

### Riprese
Le riprese si svolsero a partire dal 18 gennaio 2012. Le prime immagini dal set e foto promozionali furono diffuse da Jennifer Love Hewitt tramite il suo account Twitter il 25 gennaio 2012, una delle quali mostra l'attrice e produttrice distesa in lingerie su un divano, con accanto un ragazzo semi-nudo a tenerle una gamba.
Il 7 maggio 2012 la serie venne rinnovata per una seconda stagione, venendo poi cancellata al termine della stessa. La serie rimane priva di un vero e proprio finale, in quanto l'ultimo episodio della seconda stagione contiene vari cliffhanger che avrebbero dovuto introdurre la terza stagione.